# Iunie 2013
Acest articol este generat integral pe baza informațiilor din articolul 2013 și este actualizat periodic de un robot.
 Editările făcute în articol vor fi șterse la următoarea actualizare! Dacă doriți să faceți modificări, editați articolul-sursă.

ianuarie -
februarie -
martie -
aprilie -
mai -
iunie -
iulie -
august -
septembrie -
octombrie -
noiembrie -
decembrie
Iunie 2013 a fost a șasea lună a anului și a început într-o zi de sâmbătă.

## Evenimente

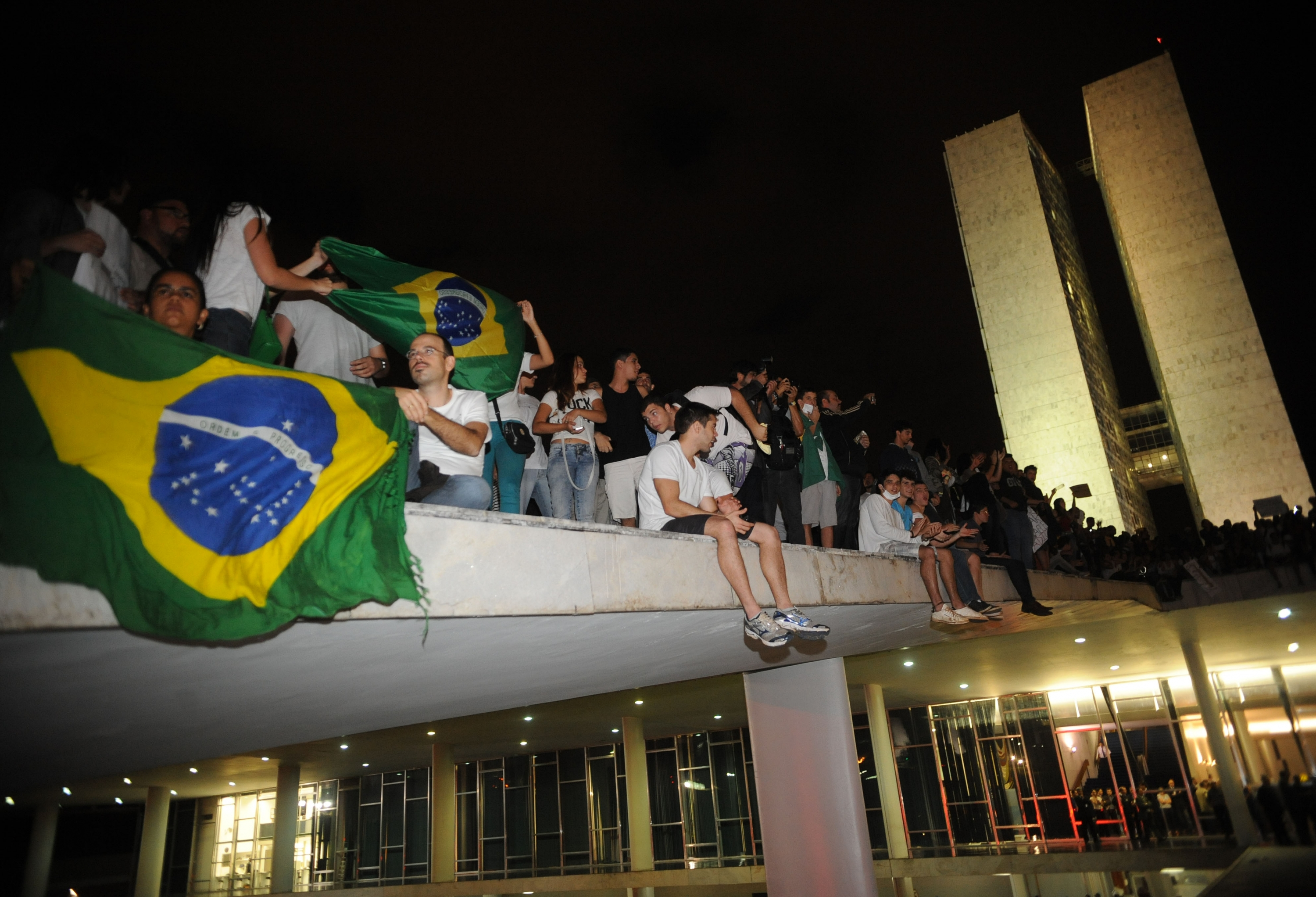
17 iunie: Protestele din Brazilia, Congresso Nacional

- 1 iunie: A doua zi consecutivă de proteste violente în Turcia după ce guvernul a anunțat că vrea să distrugă un parc din centrul Istanbulului ca să construiască un centru comercial. 939 de persoane au fost arestate și 79 de oameni sunt răniți.
- 5 iunie: Oamenii de știință au anunțat descoperirea celei mai vechi fosile de primată și, deci, cel mai vechi strămoș al omului, care a trăit în urmă cu 55 de milioane de ani: o maimuță de câțiva centimetri înălțime, care cântărea aproximativ 30 de grame, avea o coadă lungă și degete osoase. Strămoșul primatelor a fost botezat Archicebus achilles.
- 5 iunie: Specialiștii anunță descoperirea în Birmania a unei șopârle gigant care a fost denumită Barbaturex morrisoni, în onoarea solistului The Doors, Jim Morrison.
- 8 iunie: Căsătoria Prințesei Madeleine a Suediei, fiica cea mică a regelui Carl XVI Gustaf al Suediei, cu cetățeanul americano-britanic Christopher O'Neill, la capela Palatului Regal din Stockholm.
- 8 iunie: Sfârșitul celei de-a 12-a ediții a Festivalului Internațional de Film Transilvania; câștigător este filmul indian "Corabia lui Tezeu", de Anand Gandhi.
- 12 iunie: Guvernul grec a închis televiziunea publică ERT declarând că televiziunea este "un caz excepțional de lipsă de transparență și cheltuieli incredibile".
- 12 iunie: A murit cel mai în vârstă bărbat din lume, japonezul Jiroemon Kimura, în vârstă de 116 ani și 54 de zile.
- 13 iunie: celebra trupa sud coreeana Bangtan Boys, cunoscută la nivel mondial ca și BTS, debutează cu piesa No More Dream dim primul lor album 2 Cool 4 Skool
- 14 iunie: Alegeri prezidențiale în Iran pentru desemnarea succesorului lui Mahmud Ahmadinejad. Noul președinte iranian este Hassan Rohani, ales cu 50,68% dintre voturile exprimate.
- 14 iunie: Oamenii de știință au identificat un nou strat la corneea umană, denumit stratul Dua; este al șaselea al corneei și se află în spatele ochiului.
- 15 iunie: Reprezentanți din 24 de organizații județene ale PRM au participat la o ședință extraordinară a Consiliului Național, la care s-a decis revocarea președintelui partidului Corneliu Vadim Tudor și a conducerii PRM. C.V. Tudor a declarat că reuniunea e nestatutară, ilegală.
- 17 iunie: Prim-ministrul Republicii Cehe, Petr Nečas, a demisionat în urma unui scandal de corupție.[1]
- Inundații în Uttarakhand și Himachal Pradesh, India, peste 1.000 de morti și 20.000 de persoane blocate
- 20 iunie: Parlamentarii belaruși au votat un proiect de lege care prevede măsuri mai severe împotriva conducătorilor auto, care se urcă la volan după ce au consumat alcool. Documentul prevede, în special, confiscarea mașinii în cazul în care un șofer este surprins în stare de ebrietate la volan, inclusiv atunci când conducătorul auto nu este posesorul de facto al autoturismului, dacă șoferul respectiv a mai fost supus unor sancțiuni administrative în decurs de un an pentru o infracțiune similară.
- 23 iunie: Grav accident de circulație în Muntenegru, soldat cu moartea a 18 români și rănirea gravă a altor 29.
- 29 iunie: Cea de-a 100 ediție a Turului Franței.
- 30 iunie-6 iulie: A 50-a ediție a Turului României câștigată de ucraineanul Vitali Buț de la echipa Kolss Cycling Team.

## Decese
- 1 iunie: Ronald B. Herbermann, 72 ani, biolog american (n. 1940)
- 5 iunie: Valerian C. Popescu, 100 ani, medic român (n. 1912)
- 6 iunie: Jerome Karle, 94 ani, chimist american, laureat al Premiului Nobel (1985), (n. 1918)
- 6 iunie: Esther Williams (Esther Jane Williams), 91 ani, înotătoare și actriță americană (n. 1921)
- 7 iunie: Rachel Abrams, 62 ani, scriitoare americană (n. 1951)
- 7 iunie: Pierre Mauroy, 84 ani, politician francez, prim-ministru al Franței (1981-1984), (n. 1928)
- 7 iunie: Petrică Popa, 83 ani, actor român  (n. 1929)
- 7 iunie: Richard Ramirez, 53 ani, criminal în serie american (n. 1960)
- 8 iunie: Yoram Kaniuk, 83 ani, scriitor israelian (n. 1930)
- 9 iunie: Iain Menzies Banks, 59 ani, scriitor britanic (n. 1954)
- 11 iunie: Cornel Burtică, 82 ani, comunist român (n. 1931)
- 11 iunie: Robert William Fogel, 86 ani, economist american, laureat al Premiului Nobel (1993), (n. 1926)
- 11 iunie: Dinu Pătulea, 65 ani, critic literar român (n. 1947)
- 12 iunie: Jiroemon Kimura, 116 ani, supercentenar japonez (n. 1897)
- 12 iunie: Tiberiu Eugen Nășcuțiu, 84 ani, chimist român (n. 1929)
- 12 iunie: Solange Sanfourche, 90 ani, luptătoare în Rezistența franceză din timpul celui de-al Doilea Război Mondial (n. 1922)
- 15 iunie: José Froilán González, 90 ani, pilot argentinian de Formula 1 (n. 1922)
- 15 iunie: Kenneth Geddes Wilson, 77 ani, fizician american, laureat al Premiului Nobel (1982), (n. 1936)
- 16 iunie: Vladimir Hanga, 92 ani, profesor universitar român (n. 1920)
- 16 iunie: Hans Hass, 94 ani, biolog marin austriac și pionier în scufundări subacvatice (n. 1919)
- 16 iunie: Maurice Nadeau, 102 ani, profesor, scriitor, critic literar, director de colecții, director de publicații periodice și editor francez (n. 1911)
- 16 iunie: Iustin Pârvu, 94 ani, arhimandrit român, stareț al Mănăstirii Petru Vodă, jud. Neamț (n. 1919)
- 18 iunie: Vasile Frunzete, 70 ani, pictor român (n. 1942)
- 18 iunie: Vasile Șevcenco, 76 ani, politician din R. Moldova (n. 1937)
- 19 iunie: James J. Gandolfini, jr., 51 ani, actor american (n. 1961)
- 19 iunie: Gyula Horn, 80 ani, prim-ministru al Ungariei (1994-1998), (n. 1932)
- 19 iunie: Alexandru Mușina, 59 ani, poet, publicist, profesor și editor român (n. 1954)
- 20 iunie: Spiridon Groza, 76 ani, senator român (1990-1992), (n. 1936)
- 20 iunie: Mihail-Eugeniu Popescu, 65 ani, general român (n. 1948)
- 21 iunie: Elliott Reid (Edgeworth Blair Reid), 93 ani, actor american (n. 1920)
- 21 iunie: Ion Teșu, 83 ani, comunist român (n. 1929)
- 22 iunie: Loránd Lohinszky, 88 ani, actor român de etnie maghiară (n. 1924)
- 23 iunie: Ion Acsan, 81 ani, poet român (n. 1932)
- 23 iunie: Richard Burton Matheson, 87 ani, scriitor american (n. 1926)
- 24 iunie: Emilio Colombo, 93 ani, politician italian (n. 1920)
- 24 iunie: Vasile Tiță, 85 ani, pugilist român (n. 1928)
- 25 iunie: Octavian Moisin, 99 ani, preot român (n. 1914)
- 26 iunie: Dumitru Matcovschi, 73 ani, scriitor din R. Moldova (n. 1939)
- 26 iunie: Marc Rich, 78 ani, om de afaceri belgian (n. 1934)
- 29 iunie: Abdul Mutalib Mohamed Daud, 51 ani, fondator și redactor-șef malaezian (n. 1961)